# جواز سفر تيمور الشرقية
تصدر جوازات سفر تيمور الشرقية لمواطني تيمور الشرقية إلى السفر دوليا. حتى تنتهي الأمم المتحدة من الأعمال الانتقالية في تيمور الشرقية، كان على السكان استخدام وثيقة سفر تابعه للامم المتحدة لزيارة بلدان أخرى وكان ذلك حتى عام 2002 أما بعد ذلك أصبحت تيمور الشرقية بلد مستقل رسميًا عن سيطرة الامم المتحدة.
بدأت تيمور الشرقية في إصدار جواز السفر الإلكتروني في 6 يونيو 2017.

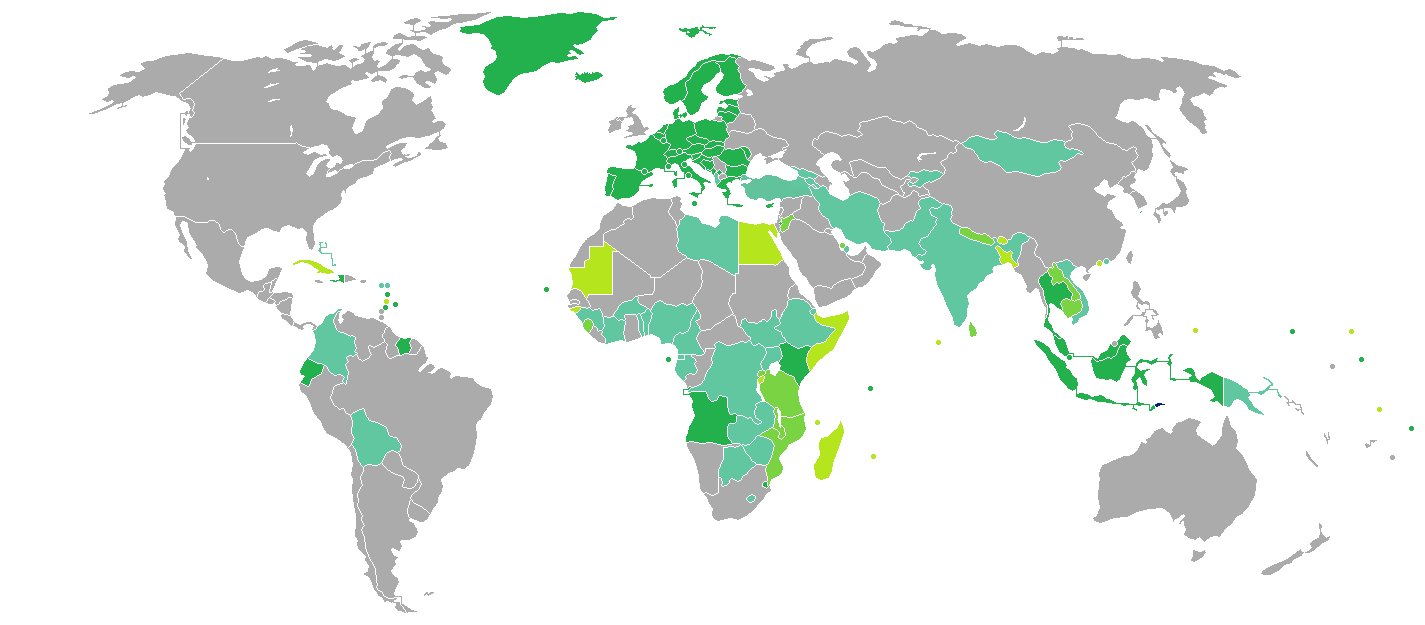
البلدان والأقاليم التي لا تفرض تأشيرة أو تطلب تأشيرة دخول عند الوصول للجهة، لحاملي جواز سفر تيمور الشرقية.